# Thanh đảng trong Đảng Cộng sản Liên Xô
Thanh đảng (tiếng Nga: Чистка, Чистки (Pl.), Tschistka, Tschistki) là một giai đoạn trong lịch sử Liên Xô khi Joseph Stalin nắm quyền lực mà trong đó đã xảy ra nhiều vụ trù dập và xử bắn những người, mà theo cái nhìn của Stalin, là những phần tử chống đối về chính trị, gián điệp và quan chức tham nhũng. Tổng số nạn nhân trong thời gian này không được biết chắc, và cũng khó mà kiểm tra được, theo ủy ban Schatunowskaja, điều tra theo ủy quyền của Nikita Khruschov, dưới hầm của cơ quan KGB (cơ quan thay thế NKVD): Từ 1 tháng 1 năm 1935 cho tới tháng 7 năm 1940 các cơ quan mật vụ đã thẩm vấn 19.840.000 dân Xô Viết; 7 triệu trong số đó, hơn 1/3, đã bị kết án tù giam các trại lao động, nhà tù.
Ngay từ trong thập niên 1920 Stalin đã bắt đầu loại trừ những đối thủ hoặc những người ông cho là đối thủ chính trị của mình ra khỏi đảng Cộng sản Liên Xô. Sau đó những người này thường bị kết án với những cáo trạng giả tạo để xử họ qua những vụ án điển hình nhằm tác động dư luận quần chúng, hay xử ngầm, bị xử tử, nhốt tù hay tù lao động trong các trại tù Gulag.
Trong cái gọi là cuộc khủng bố vĩ đại (đại khủng bố) từ 1936 tới 1938, cũng còn được gọi là cuộc đại thanh trừng là đỉnh cao của các cuộc thanh trừng chính trị: trong khoảng thời gian này mỗi ngày có tới 1.000 người bị xử bắn. Với sự mất mát của ban lãnh đạo, những chức năng căn bản của Đảng, hành chính và quân đội cũng bị ảnh hưởng nặng nề. Nhiều nơi toàn bộ các cán bộ Đảng đã bị bắt. Vì vậy năm 1938 cường độ của các việc trù dập theo lệnh của Stalin đã giảm đi nhiều nhưng cũng không ngưng hẳn.
Một làn sóng thanh trừng thứ hai bắt đầu vào đầu năm 1948. Chủ yếu nó nhắm vào những người Do thái. Phong trào này ban đầu giải tán Ủy ban Do thái chống Phát xít, đạt được đỉnh cao trong vụ âm mưu các bác sĩ Do thái (một số các bác sĩ Do thái nổi tiếng ở Moskva bị buộc tội âm mưu ám sát các lãnh đạo Liên Xô) và chấm dứt bất thình lình với cái chết của Stalin vào tháng 3 năm 1953. Các nghiên cứu thường đưa ra những giải thích khác nhau gây nhiều tranh cãi về những lý do bên trong và mục đích của việc thanh trừng chính trị tập thể này.

## Nạn nhân
Stalin không những chỉ cho trừng phạt những người mà ông cho là đối thủ chính trị, trong đó có nhiều người cộng sản ngoại quốc mà sống ở Liên Xô hay vì bị truy đuổi phải tị nạn ở đó, ngoài ra còn cả những dân tộc thiểu số ở Liên Xô bị đưa vào trại lao động (Gulag) do có hành động chống Nhà nước Xô viết. Ngay cả những chủ điền hay những người bị xếp vào hạng này, các linh mục, thầy tu và giáo dân cũng trở thành nạn nhân của các cuộc thanh trừng. Những người thân nhân cũng không được để yên thân. Rất thường là những người không dính liếu gì đến chính trị cũng bị bắt, để cho đủ số người dự định, để làm đầy các trại tù và các trại lao động. Ngay cả người dân của các vùng mà bị Hồng quân chiếm đóng, cũng trở thành nạn nhân như người Baltic, Ba Lan, Hungary, Romania, Đức như vụ thảm sát Katyn với sự đồng ý của Stalin trên 20 ngàn tù binh người Ba Lan đã bị hành quyết.

### Trại cải tạo lao động của Liên Xô
Nhiều phạm nhân sau khi bị kết tội bị đưa vào trại Gulag, nơi mà họ với những điều kiện sống khắc nghiệt ở những vùng rừng núi xa xôi, phải phá rừng, làm đường, đào sống rạch, làm đường sắt, xây nhà cửa, những công việc ở hầm mỏ. Thí dụ như kinh đào White Sea–Baltic, những phần của tuyến Đường sắt xuyên Sibir cũng như tuyến đường sắt Baikal-Amur-Magistrale do các tù nhân xây. Điều kiện sống và làm việc rất thấp. Nhiều khi họ chỉ nhận được 300 gr bánh mì đen ẩm và một tô canh, vào mùa đông họ cũng chỉ được cho mặc quần áo mùa hè và phải sống trong các dãy nhà bằng gỗ. Mỗi ngày họ thường phải làm trên 12 tiếng. Có những phạm nhân bị tra tấn hoặc bị xử tử do vi phạm nội quy của trại hoặc tìm cách bỏ trốn.

### Số nạn nhân
Con số nạn nhân mà đã chết trong các cuộc thanh trừng, luôn gây nhiều tranh cãi. Trước đây các nhà sử gia chỉ có thể phỏng đoán, có ước tính cho rằng số nạn nhân chết là đến 60 triệu người weit auseinander, je nachdem, wer sie zählte und was als Säuberungen galt.
Từ khi chế độ Liên Xô sụp đổ, người ta có thể tính toán con số chính xác bằng cách truy tầm tài liệu từ các cơ quan lưu trữ. Theo đó khoảng 800.000 tù nhân dưới thời Stalin đã bị xử bắn, 1,7 triệu phạm nhân chết trong khi bị giam ở các trại Gulag, ngoài ra 389.000 người đã chết khi di chuyển sang nơi khác sống – tổng cộng khoảng 2,8 triệu người chết do mọi nguyên nhân.

### Một số nạn nhân nổi tiếng
Theo chủ tịch hội đồng quốc gia Áo Ts. Heinz Fischer, qua nhiều năm nghiên cứu tại văn khố Nga, trong số 7 người trong bộ chính trị của Lenin, chỉ có Stalin thoát khỏi tòa án "Tschistka". Trong số 19 thành viên của bộ chính trị 1934, năm 1938 chỉ có bảy người còn tại chức, từ 139 thành viên ủy ban trung ương 1934, chỉ có 41 người sau năm 1941 vẫn chưa chết hoặc bị bắt giam.
- 13 thành viên cũ của bộ chính trị đảng Cộng sản Liên Xô:

Bubnov:là một trong 7 thành viên bộ chính trị năm 1918, bị bắt vào tháng 10 và trục xuất khỏi ủy ban trung ương đảng vào tháng 11 năm 1937, bị kết án tử hình ngày 1 tháng 8 năm 1938 và bị bắn chết cùng ngày. Bubnov được phục hồi nhân phẩm vào năm 1958.
Bukharin: từ 1917 thành viên ủy ban trung ương, từ 1917 đến 1929 chủ nhiệm báo Đảng Sự thật, từ 1920 thành viện bộ chính trị, 1929 bị trục xuất khỏi bộ chính trị vì chống lại chính sách tập thể hóa nông nghiệp của Stalin, 1937 bị bắt vì tội làm gián điệp và âm mưu lật đổ Stalin, 1938 bị tử hình.
Kamenev:từ 1917 đến 1926 thành viên ủy ban trung ương, và từ 1919 tới 1926 trong bộ chính trị, cùng với Sinowjew và Stalin lập thành bộ 3 cô lập Trotsky. Vì phản đối việc sùng bá lãnh tụ Stalin, bị mất ghế bộ chính trị và cuối năm 1927 bị đuổi ra khỏi đảng. Năm 1936 bị bắt và bị xử tử.
Kossior: 1925-28 bí thư ủy ban trung ương, 1930-38 thành viên bộ chính trị, mặc dù là người thâm cận của Stalin, nhưng vì bị vu khống từ Kiev, vẫn bị xử tử năm 1938; Năm 1956 được phục hồi nhân phẩm.
Krestinski, Rudsutak, Rykow, Serebrjakow, Sokolnikow, Sinowjew, Tomski, Trotzki (bị ám sát ở Mexico), Tschubar và 3 ứng cử viên bộ chính trị (Eiche, Jeschow và Postyschew)
- 98 người trong số 139 ủy viên chính thức và dự khuyết của Ban Trung ương do Đại hội thứ XVII bầu ra, nghĩa là 70 %, đã bị bắt giữ và bị xử bắn (phần đông vào những năm 1937-38) (Trong diễn văn Về sùng bái cá nhân và những hậu quả của nó)
- Trên 15 người là thành viên của chính phủ, không kể những người đã nêu trên Radek, Yagoda, Jeschow, Krylenko, Rosenholz, Grinkow, Brjuchanow, Anatow, Meshlauk[cần dẫn nguồn]
- 3 trong số 5 Nguyên soái Liên bang Xô viết đầu tiên: Tukhachevsky, Blyukher, Yegorow[11]
- 13 trong số 15 tướng Hồng quân[11]
  - Tư lệnh tập đoàn quân bậc nhất: Iona Yakir, Ieronim Uborevich, Ivan Belov, Ivan Fedko, Mikhail Frinovsky;
  - Tư lệnh tập đoàn quân bậc nhì: Yakov Alksnis; Ioakim Vatsetis, Pavel Dybenko, Mikhail Levandovsky, Nikolay Kashirin, Aleksandr Sedyakin, Innokenty Khalepsky, Mikhail Velikanov
- 16 ủy viên chính trị của quân đội[11]
- 25 trong số 28 giám thị quân đội[11]
- Tất cả các phó giám thị bộ quốc phòng[11]
- 98 trong số 108 thành viên hội đồng quân sự tối cao[11]

## Giải thích
Việc gì dẫn tới những cuộc thanh trừng của Stalin và nó đóng vai trò nào trong hệ thống quyền lực của chủ nghĩa Stalin, là một đề tài gây nhiều tranh cãi giữa các nhà nghiên cứu. Một số, như Oleg Gordievsky và Christopher Andrew, cho là Stalin quá tin vào những thuyết âm mưu khiến ông bị mắc bệnh hoang tưởng.

Dimitri Wolkogonow thì không tin, Stalin thực sự muốn chống lại những âm mưu phe của Trotzky và những người nằm vùng cho chủ nghĩa tư bản, mà cho là các cuộc thanh trừng là những tính toán duy lý để bảo vệ chế độ và giữ vững quyền lực của mình. 
| “ | "Guồng máy trù dập, mà Stalin trong thập niên 1930 đã để cho hoành hành, không chỉ làm cho các cán bộ cấp dưới trở nên cuồng tín, mà chính cả ông nữa. Có thể là nó đã trải qua các giai đoạn sau: Ban đầu là cuộc chiến đấu chống lại những phe thù nghịch, theo đó là việc hủy diệt kẻ thù của chính bản thân, và sau cùng việc sử dụng bạo lực để bày tỏ lòng thần phục đối với 'lãnh tụ'. | ” |

Wolkogonow còn kể thêm một vấn đề có liên quan tới bối cảnh các cuộc thanh trừng: Cuộc sản xuất kỹ nghệ tuy đã phát triển, trên báo chí khắp mọi nơi đã báo cáo những thành công. Thực tế là có thể thấy được sự thiếu hụt, phẩm lượng của hàng hóa sản xuất kém, tiêu chuẩn kỹ thuật thấp. Khoảng cách giữa thực tế và tuyên truyền trên báo chí ngày càng lớn hơn. Để có thể hoàn tất được tiêu chuẩn đưa ra, thì phải tận dụng tối đa những máy móc mà thường bị chăm sóc kém cũng như tăng thêm thật nhiều sức lao động. Nó đưa tới nhiều tại nạn và hư hỏng máy móc. Báo chí cho đó là có phá hoại, mà tội phá hoại tài sản công được coi là một tội nặng. Từ đó bỗng nhiên là khắp mọi nơi xuất hiện những kẻ phá hoại, và kẻ thù của nhân dân.